# Cut Copy
Cut Copy är en synthpopgrupp från Melbourne, Australien. Deras sound klassas ofta som electropop och har influenser från new wave, synthpop och postpunk. Deras verk ges ut av skivbolaget Modular Recordings.
Den grafiska designern och DJ:n Dan Whitford startade Cut Copy 2001 som ett soloprojekt. Whitford släppte singeln "1981" och EP:n I Thought of Numbers innan han rekryterade bandmedlemmarna Tim Hoey, Mitchell Scott och Bennett Foddy 2003. År 2004 gav Cut Copy ut sitt första fullängdsalbum Bright Like Neon Love. Skivan skrevs och producerades av gruppens frontfigur Whitford, och spelades in i Paris med producenten Philippe Zdar från duon Cassius.
Foddy lämnade bandet i mitten av 2004 för att studera till en filosofie doktor.
År 2005 genomförde bandet för första gången en världsturné, med spelningar i London, New York och Los Angeles. De har turnerat med bland andra Franz Ferdinand, The Presets, Junior Senior, Bloc Party, och Mylo. Under december 2007 spelade gruppen i Australien tillsammans med Daft Punk under Nevereverland-turnén. Spelningen i Sydney lockade 50 000 åskådare.
År 2007 tillkännagav bandet att de var klara med sitt andra album In Ghost Colours, men det släpptes inte i Australien och internationellt förrän den 22 mars 2008. Albumet är producerat av DFAs Tim Goldsworthy och gick upp som etta på ARIA Charts den 30 mars 2008.
Låten "Lights and Music" är med i spelet FIFA 09. I en av de sista avsnitten i den sista säsongen av Nip/Tuck spelas låten "Far Away" i en scen som utspelar sig på en klubb.
Deras tredje album Zonoscope släpps den 7 februari 2011. Bandet spelade den första singeln från albumet, Take Me Over, den 23 november 2010 på en australiensisk radiostation.

## Diskografi

### Studioalbum
- Bright Like Neon Love (2004, Modular Recordings)
- In Ghost Colours (2008, Modular Recordings) AUS #1, FIN #32, US #167
- Zonoscope (February 2011, Modular Recordings)

### EP-skivor
- I Thought of Numbers (2001, Modular Recordings)
- Hearts on Fire (2007, Modular Recordings)
- Far Away (2008, Modular Recordings)

### Samlingsskivor
- FabricLive.29 (2006, DJ mix compilation, Fabric)
- So Cosmic (2008, DJ mix, Modular Recordings)

### Singlar
- "1981" 7" (2001, Modular Recordings)
- "Drop The Bomb" (2001, Modular Recordings)
- "Glittering Clouds" (2001, Modular Recordings)
- "Rendezvous" (2001, Modular Recordings)
- "Saturdays" (2004, Modular Recordings)
- "That was Just a Dream" (2004, Modular Recordings)
- "Future" (2005, Modular Recordings)
- "Going Nowhere" (2005, Modular Recordings) IRE #48
- "Hearts on Fire" (2007, Modular Recordings)
- "So Haunted" (2007, Modular Recordings)
- "Lights & Music" (2008, Modular Recordings) AUS #64, AUS Dance #8
- "Hearts on Fire" (2008 Edit), (2008, Modular Recordings) AUS #98, AUS Dance #9, BEL #70
- "Far Away" (2008, Modular Recordings)
- "Where I'm Going" (2010, Modular Recordings)
- "Take Me Over" (2010, Modular Recordings)